# Kejserens nye klæder
 For alternative betydninger, se Kejserens nye klæder (flertydig). (Se også artikler, som begynder med Kejserens nye klæder)
Kejserens nye klæder er et eventyr skrevet af H.C. Andersen og først udgivet i 1837. I eventyret hører vi om en kejser, som onde mennesker forleder til at tro, at han går rundt i klæder af de smukkeste stoffer, mens han i virkeligheden går rundt uden tøj.
Eventyret udkom som en del af samlingen Eventyr, fortalte for Børn. Første Samling. Tredie Hefte, der udkom den 7. april 1837.
Andet oplag af denne udgave kom i 1846.
I samme samling var også Den lille Havfrue.